# Il soffio del diavolo
Il soffio del diavolo (Demon Wind) è un film horror del 1990 diretto da Charles Philip Moore.

## Trama
Corey è un ragazzo che è ossessionato da orribili incubi. Il ragazzo si reca con la fidanzata Elaine e degli amici nella casa di montagna dove abitavano i suoi nonni, misteriosamente scomparsi tempo prima. Corey e la sua comitiva scoprono che quella casa è stregata, e vengono perseguitati da terribili demoni.